# Habitat (winkelketen)
Habitat was een meubelketen met winkels in onder meer Groot-Brittannië, Frankrijk, Duitsland en Spanje. Het bedrijf werd in 1992 overgenomen door de Ikano Group, waartoe ook IKEA behoort, en in 2009 verkocht aan het Britse bedrijf Hilco. Anno 2024 is het een merknaam die gebruikt wordt door Sainsbury's voor meubelen en woonartikelen.  

## Geschiedenis
Habitat werd in 1964 in Londen opgericht door de Britse ontwerper Terence Conran. Aanvankelijk werden vooral exclusieve meubelen verkocht, later steeds meer eenvoudige, tijdloze en comfortabele meubelen. In 1973 was de eerste opening van winkels op het vasteland van Europa met een winkel in Parijs.
In 1981 maakte Habitat een beursgang. In 1982 fuseerde Habitat met Mothercare, 's werelds grootste leverancier van babyproducten. In 1983 nam het concurrent Heal's en de modeketen Richard Shops over. In 1986 volgde de fusie met British Home Stores tot Storehouse plc., een groep met bijna 30.000 medewerkers. Nadat oprichter Terence Conran steeds meer betrokken raakte bij het openen van restaurants en cafés, verliet hij de groep in 1990. Begin jaren 1990 werden nieuwe winkels geopend in Duitsland, Frankrijk en Spanje.
Na verliezen bij Storehouse, het moederbedrijf van Habitat, werd Habitat in 1992 overgenomen door de Ikano Group van Ingvar Kamprad. Ikano bracht de focus van Habitat terug naar meer exclusieve meubels in Groot-Brittannië (zoals het geval was toen Habitat in 1964 werd opgericht). Hierdoor verloor Habitat een groot deel van de vaste klanten in Groot-Brittannië.

In 2009 verkocht Ikano de meubelketen aan de kapitaalmaatschappij Hilco UK, gespecialiseerd in bedrijfsherstructureringen. Habitat had op dat moment 36 winkels in Groot-Brittannië, 26 in Frankrijk, 4 in Spanje en 5 in Duitsland. Daarnaast waren er franchisefilialen in België, Luxemburg, IJsland, Ierland en Thailand. 

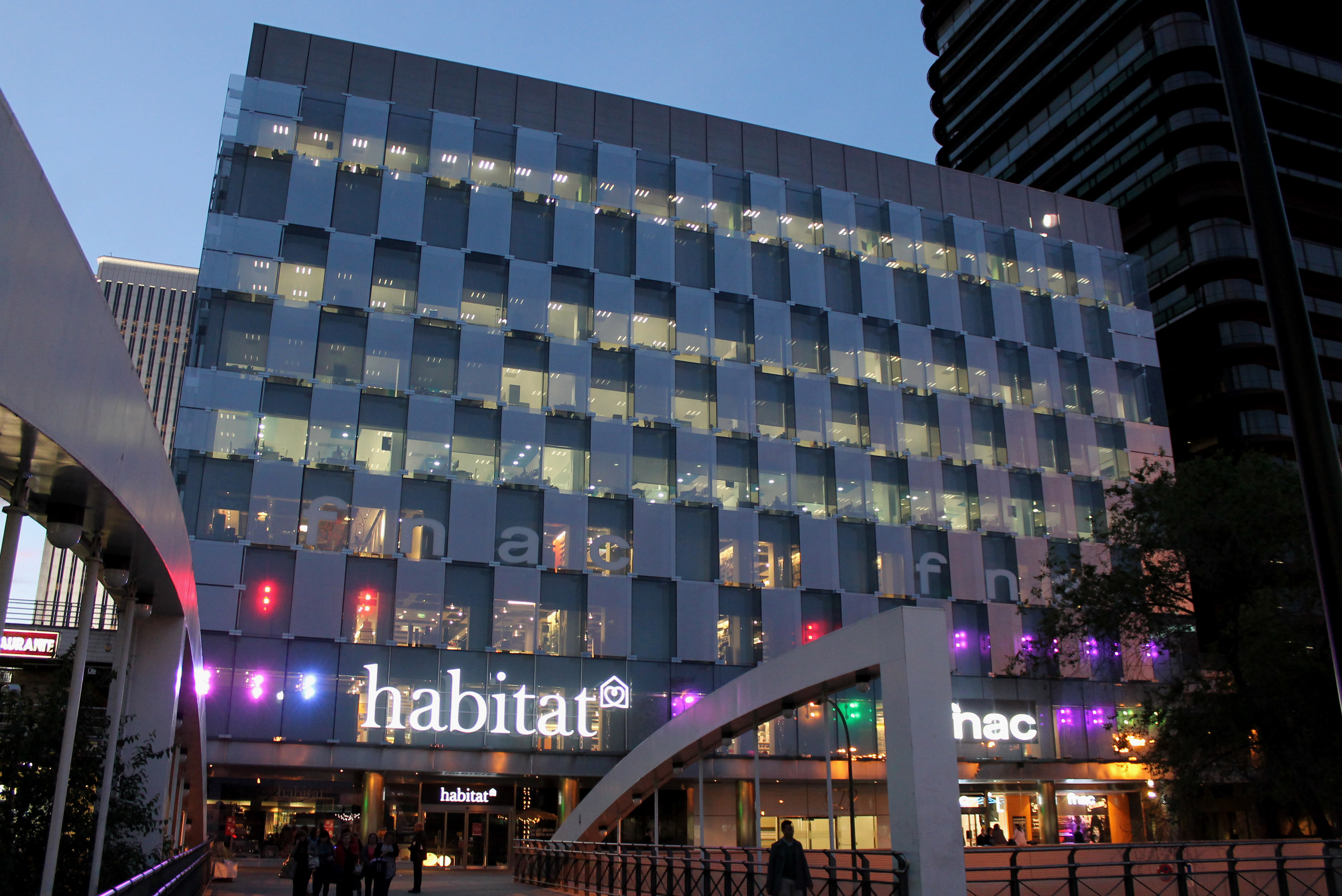
De Habitat-vestiging in Madrid, Spanje

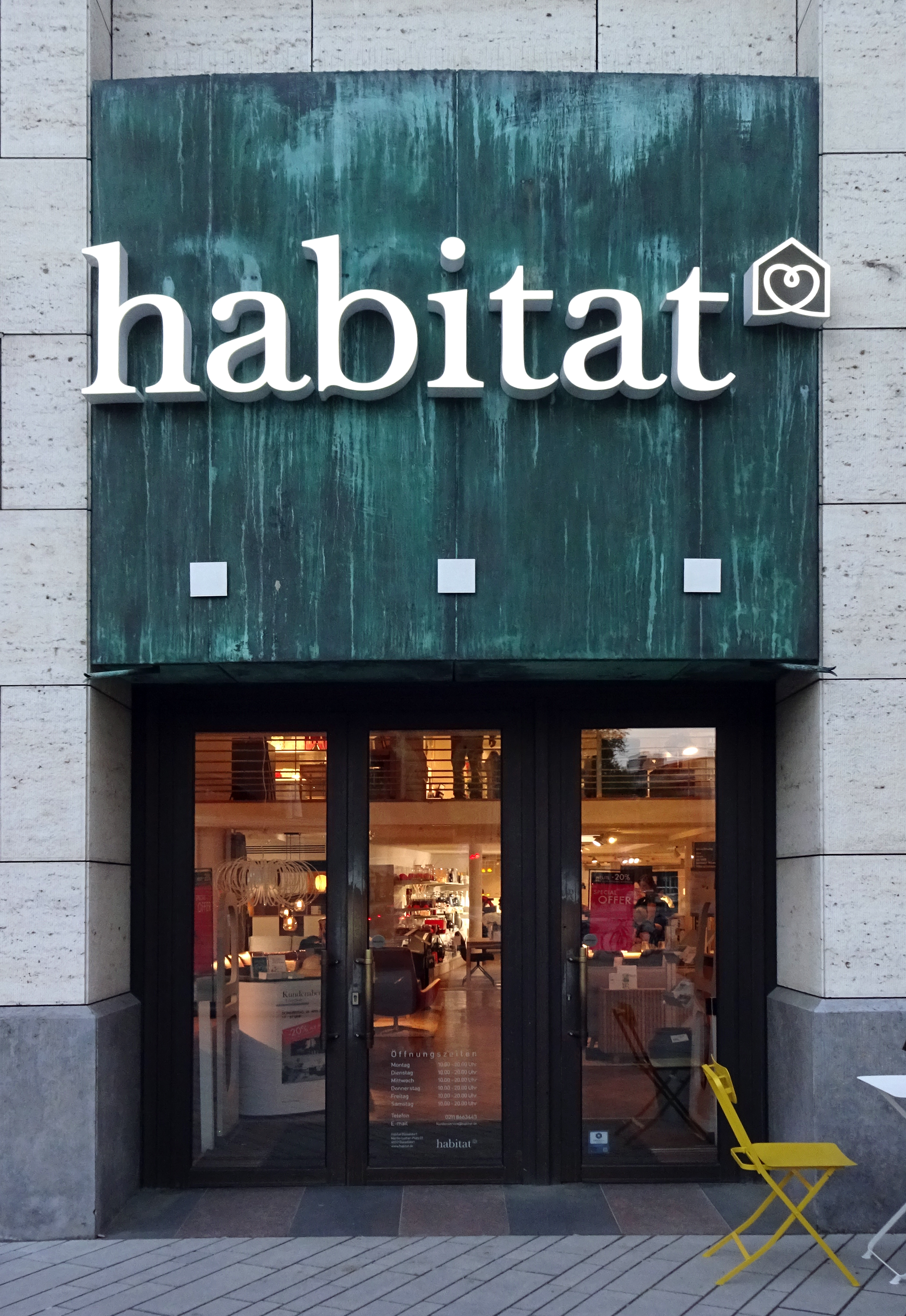
Het filiaal in de Schadow-Arkaden in Düsseldorf, ingang aan de Martin-Luther-Platz 22

In juni 2011 werd bekend gemaakt dat de eigenaar Habitat zou opgeven. De meeste Britse vestigingen bevonden zich in een faillissementsprocedure, terwijl de winstgevende Duitse, Spaanse en Franse vestigingen verkocht zouden worden. De 38 vestigingen in Duitsland, Frankrijk en Spanje werden overgenomen door het Franse bedrijf Cafom, gevestigd in Parijs. Het merk Habitat en de drie winkels in Londen werden verkocht aan de Britse Home Retail Group. De overige Habitat-winkels in Groot-Brittannië werden gesloten.
In 2016 werd de Home Retail Group overgenomen door J Sainsbury. Anno 2023 voert Sainsbury meubelen en woonartikelen in haar assortiment onder de merknaam Habitat. 
Op 14 juni 2017 werd aangekondigd dat Habitat al zijn winkels in België zou sluiten. Op dat moment waren er verkooppunten via franchisers in Portugal, Nieuw-Zeeland, Polen, Zweden, Denemarken, Noorwegen, Turkije, Isle of Man, Indonesië en Griekenland.
In december 2018 vroeg Habitat Duitsland, dat destijds zes winkels in Duitsland exploiteerde, het faillissement aan. In maart 2019 maakte de curator bekend dat alle Duitse winkels van de Habitat medio 2019 zouden worden gesloten nadat de inventaris was verkocht en daarmee kwam een einde aan Habitat op de Duitse markt. 
De verlieslatende Franse winkels werden in 2020 overgenomen door Thierry Le Guénic. Eind 2023 werd Habitat Frankrijk onder curatele gesteld. Voor de 25 Franse winkels en de holding Habitat Design International betekende dit het einde. Eind 2023 resteren nog Habitat-winkels in Barcelona, Genève, Madrid, Milaan en Zürich. Het lot van deze vestigingen is nog onbekend.
Begin mei 2024 werd een terugkeer van Habitat aangekondigd: niet als fysieke winkel maar als webshop. De Cafom-groep, blijft eigenaar van het Habitat-merk terwijl Vente verantwoordelijk is voor de logistiek. Consumenten kunnen naar verwachting begin juni 2024 weer via de Franse Habitat-site bestellen. 